# 京都信用金庫
京都信用金庫（きょうとしんようきんこ、英語:THE KYOTO SHINKIN BANK）は、京都府京都市下京区に本店を置く大手信用金庫。略称は「きょうしん」。ブランドネームは「コミュニティ・バンク京信」（英: COMMUNITY BANK KYOSHIN）。

## 概要

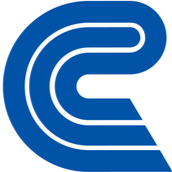
京都信用金庫シンボルマーク

京都の金融機関では、京都銀行、京都中央信用金庫に次いで第3位の規模を持つが、その歴史は上位2行庫よりも古い。スローガンは「ゆたかなコミュニティを求めて」、シンボル・ステートメントは「絆」。
製造業への融資量が多く、預貸率が比較的高いのが特徴である。また、「コミュニティバンク」を国内の金融機関で初めて提唱したことにより知られており、その一環として多くの店舗に「コミュニティホール」を設け、地域の人々の交流場所やイベント用スペースとして利用されている。
京都信用金庫河原町ビルの老朽化に伴う建替えにより、2020年11月2日、新たな河原町ビル（地上8階、地下1階）をコミュニティビル（愛称：『QUESTION』）として開設した。6階の河原町支店、1階のATM・全自動貸金庫の京都信用金庫使用部分以外に、2～4階に有料会員のためのコワーキングスペース、5階に中学生から大学生、社会人学生まで幅広く対象に無料（学生会員登録が必要）で使えるオープンスペースが設けられ、1階にカフェ・バー・ラボ、8階にコミュニティキッチン、屋上に展望デッキなどもある。運営事業者として京都信用金庫のほか、地元企業などが運営パートナーとして入っている。200社ほどの協力を募り、事業成長などの疑問に答える仕組みも設けた。

## 沿革
出典：
- 1923年（大正12年）9月 - 有限責任京都繁栄信用組合として設立。
- 1951年（昭和26年）10月 - 信用金庫の事業免許を受け「京都信用金庫」発足。
- 1961年（昭和36年）6月 - 京栄信用金庫と合併。
- 1971年（昭和46年）6月 - 現金自動支払機（CD）設置サービスを開始。
- 1974年（昭和49年）4月 - 大津市信用金庫と合併。
- 1980年（昭和55年）1月 - 空間計画の店舗設計で「毎日芸術賞」を受賞[8][注釈 1]。
- 1985年（昭和60年）
  - 7月 - 京都府民信用組合と合併。
  - 9月 - 創立60周年記念委嘱作品「交響的三部作 "京都" 」初演。
  - 11月 - 預金量1兆円達成。
- 1993年（平成05年）
  - 4月 - マスコットキャラクターに「スーパーマリオ」を採用。
  - 12月 - 新本店ビル竣工[8]。
- 2017年（平成029年）1月 -  勘定系システムを日本ユニシス(現:BIPROGY)のSBI21に更新した[10]。
- 2020年（令和02年）11月 - 新河原町ビル「QUESTION 」オープン。
- 2023年（令和05年）10月 - 創立100周年を迎え、ブランドネーム「コミュニティ・バンク京信」を制定[2]。以降は自らの呼称を「コミュニティ・バンク京信」と改める。
- 2027年（令和07年）1月 - 勘定系システムを BIPROGYのOptBAE2.0に更新する予定である[11]。

## 特色
店舗の多くが菊竹清訓による設計で、京都市内のランドマークとなっている。ビル内などの一部店舗を除き、支店の名称が入口部分の表示に加えて店舗壁面にシンボルマークと共に大書きされるのが特徴。1979年度に第21回毎日芸術賞を受賞した。

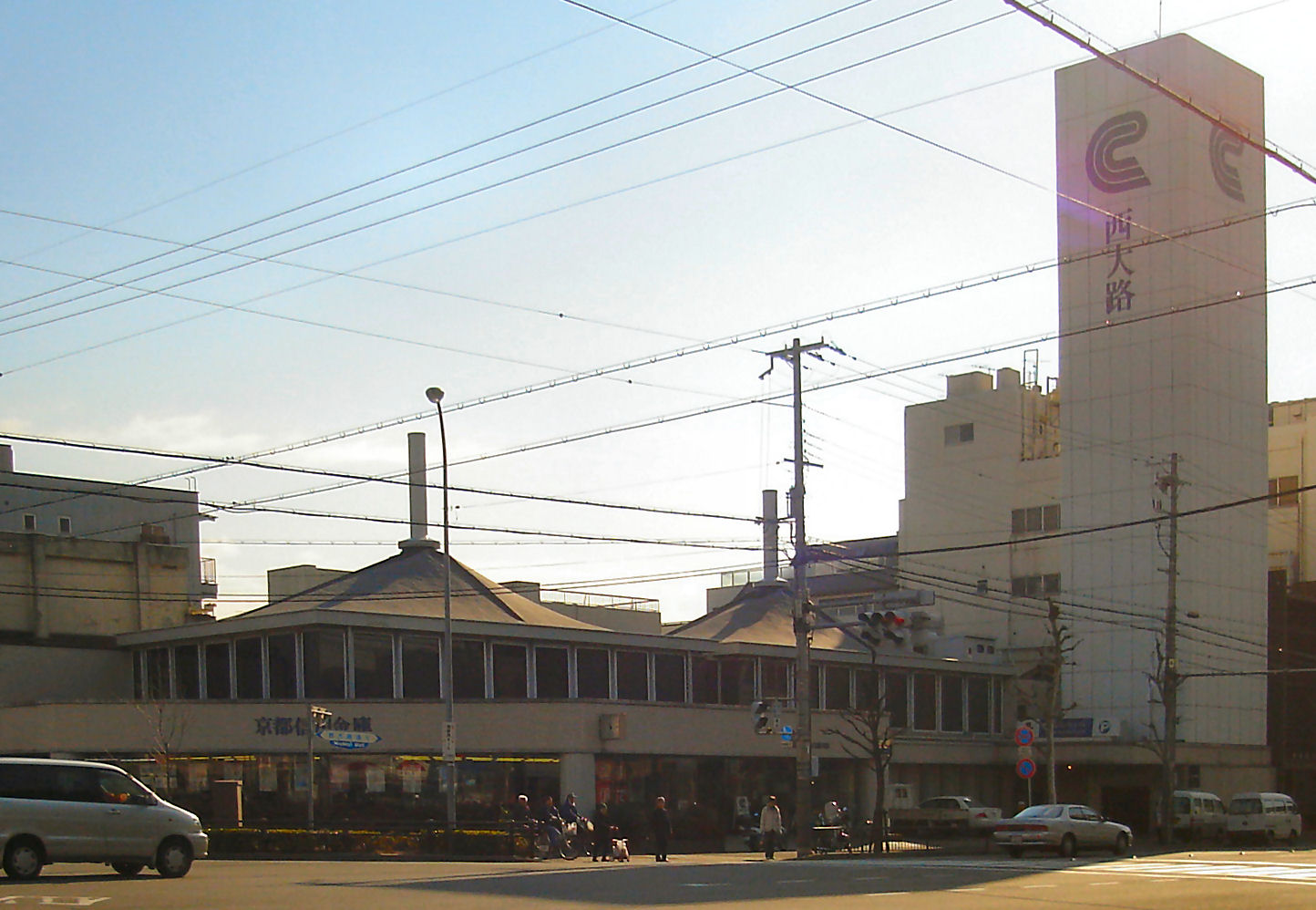
西大路支店（2005年当時。2007年に解体。）
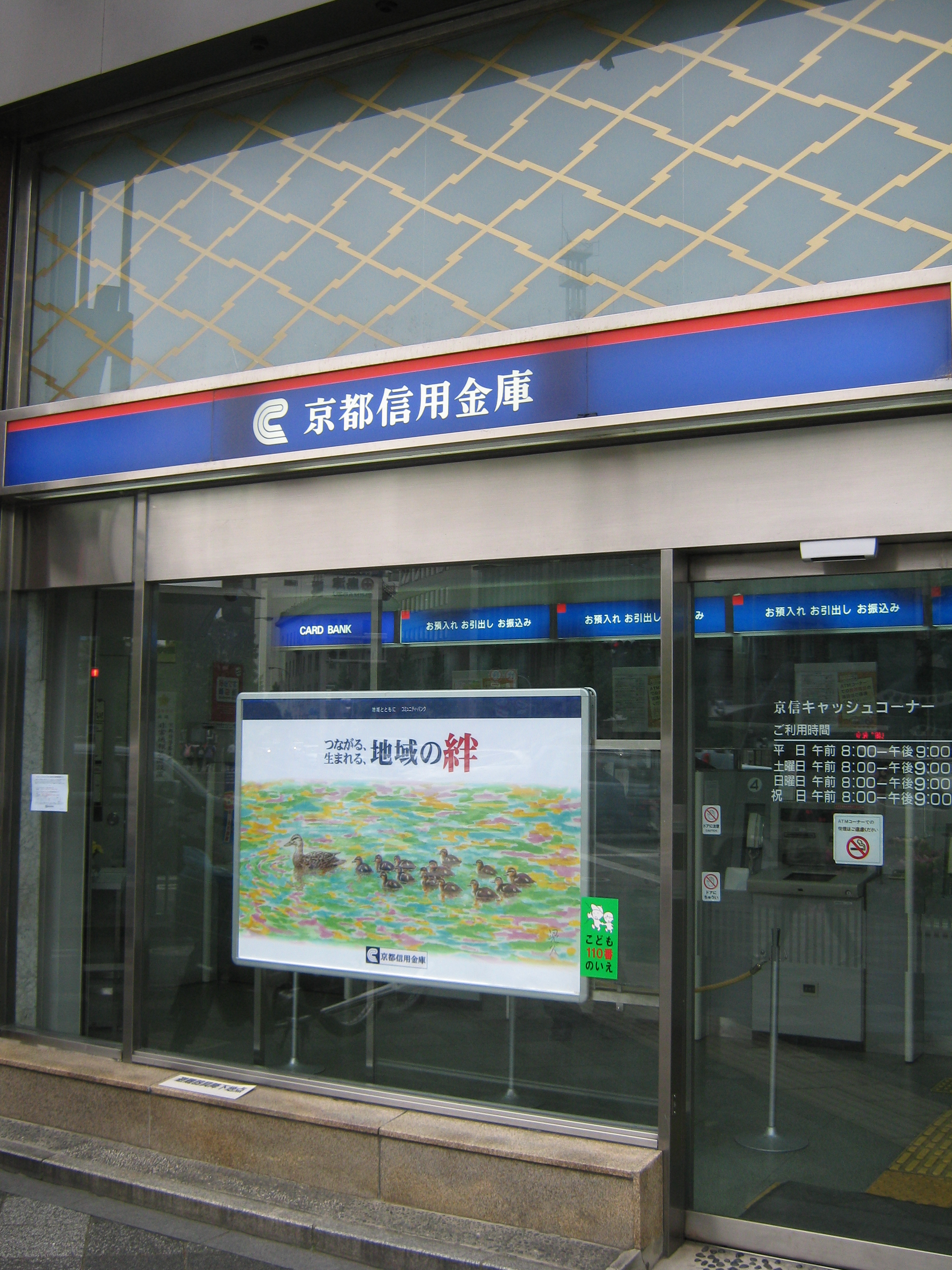
河原町店（2010年当時。のちに旧河原町ビルは建替え。）

1993年よりマスコットキャラクターとして任天堂（本社：京都市）のマリオが起用されており、ICキャッシュカード、「静脈認証対応ATM設置店舗」のステッカーおよび日立製作所製ATM用明細に使用されている。かつては封筒や通帳にも使用されていた。

## 営業エリア
営業エリアは京都府、滋賀県、大阪府であり、2府1県にわたっている（ただし、いずれの府県でも全域をカバーしていない）。

### 京都府
京都市、亀岡市、南丹市、船井郡京丹波町（ただし旧和知町を除く）、福知山市（ただし旧天田郡三和町のみ）、長岡京市、向日市、乙訓郡、宇治市、城陽市、久世郡、八幡市、京田辺市、綴喜郡、相楽郡、木津川市

### 滋賀県
大津市、草津市、守山市、栗東市、甲賀市、湖南市、野洲市、高島市、近江八幡市（ただし旧蒲生郡安土町を除く）

### 大阪府
三島郡、高槻市、枚方市、交野市、寝屋川市、茨木市、摂津市、守口市、門真市、大東市、四條畷市、吹田市、東大阪市、豊中市、箕面市、八尾市、大阪市

## 相互送金（現在は終了）
ゆうちょ銀行で全銀システムによる振込サービスが開始されるまで、信用金庫としては唯一、同行との相互送金を取り扱っていた。

## 不祥事
- 2015年9月 - 園部支店および亀岡支店に勤務していた女性パート職員（46歳）が、2012年7月から2015年5月にかけて顧客の預金の無断解約、経費の不正流用により2671万3158円を着服した。金庫は当該職員を2015年9月30日付けで懲戒解雇処分とした[12]。